# John Markoff

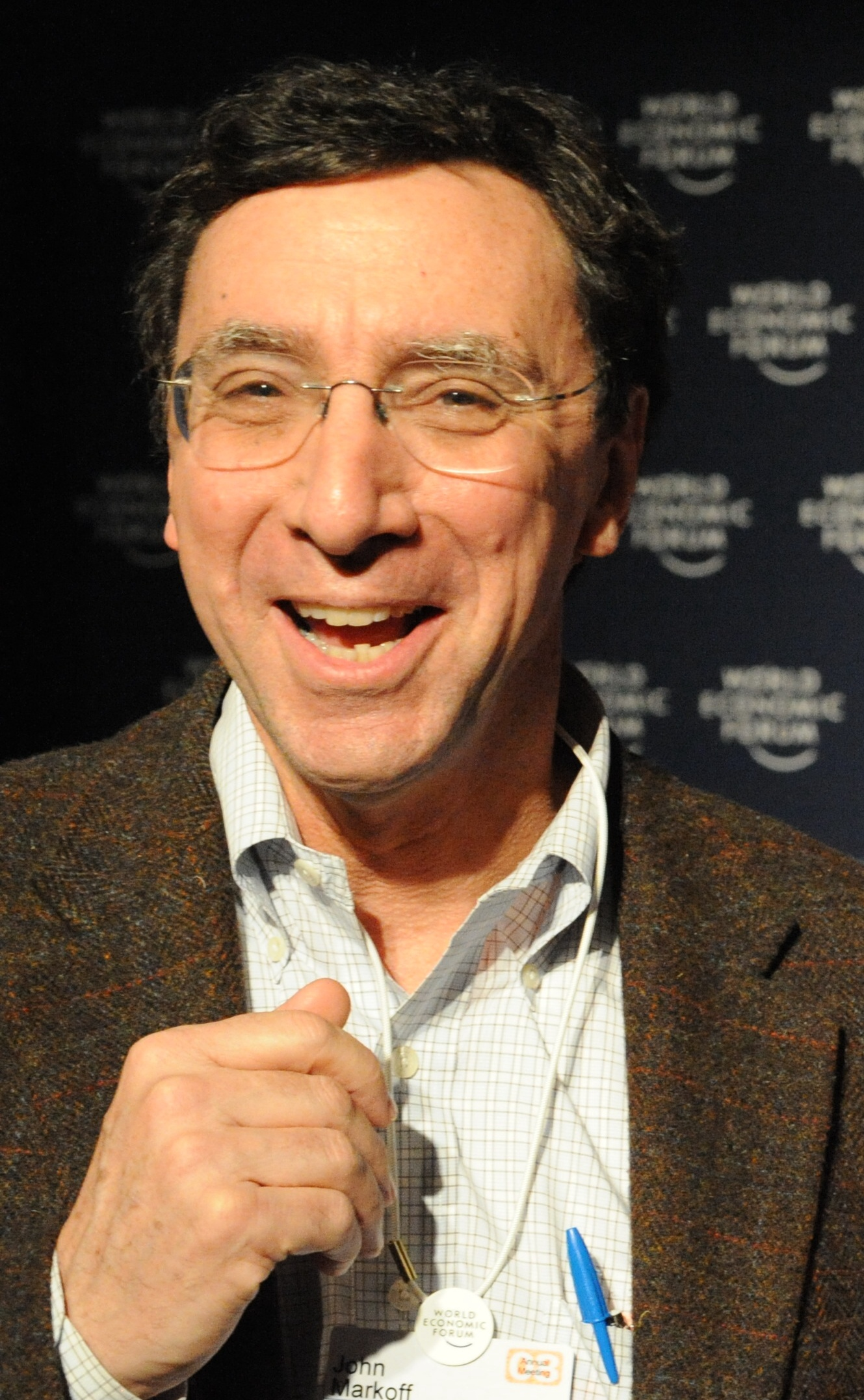
John Markoff

John Markoff (24 de outubro de 1949) é um jornalista estado-unidense conhecido por ter popularizado termo web semântica e por ter escrito sobre a busca e prisão do hacker Kevin Mitnick, ambos através de seu trabalho no New York Times.